# 新加坡—加拿大關係
新加坡－加拿大關係，是指歷史上的新加坡和加拿大（包括現在新加坡共和國與加拿大）之間的雙邊關係。加拿大在新加坡獨立後不久與其建交，成為首批承認新加坡的國家之一。新加坡是加拿大在區域及國際經貿及政治議題的對話國。兩國亦同屬英聯邦的成員。

## 歷史
1965年，加拿大與剛被馬來西亞逐出而宣佈獨立的新加坡建交，成為首批與新加坡建交的國家之一。
自新加坡與加拿大建交以來，兩國維持熱情和友好的關係，並在教育、科技、經貿、國防及人員交流上有合作。1968年，新加坡總理李光耀對加拿大溫哥華不列顛哥倫比亞大學進行為期19天的訪問，成為首位到訪加拿大的新加坡政府首腦。其後加拿大總理皮埃爾·特魯多亦於1970年訪問新加坡，成為首位訪問新加坡的加拿大政府首腦，他在是次訪問中亦到訪新加坡理工學院。
2011年，加拿大總督大衛·勞埃德·約翰斯頓對新加坡進行國事訪問，成為首位到訪新加坡的加拿大總督。約翰斯頓訪問新加坡時，獲新加坡總統陳慶炎設國宴款待，並與新加坡總理李顯龍會面。陳慶炎在國宴中表示，新加坡歡迎加拿大總理史提芬·哈珀正式宣佈加入跨太平洋戰略經濟夥伴關係協議，並認為加拿大加入協議可加強加拿大在亞太地區的經濟參與，以及加快建立亞太自由貿易區的目標。陳慶炎亦表示他有信心約翰斯頓的訪問可凝聚加拿大和東南亞國家一同實踐共同目標。

## 經貿關係
- 新加坡到加拿大的出口貿易[8]
- 加拿大到新加坡的出口貿易[9]

根據經濟複雜性研究中心網站上的數據，新加坡對加拿大的出口額反覆。2000年，新加坡對加拿大的出口額超過8億美元，但翌年降至不足5億美元，其後再在2007年達至超過12億美元，但至2009年又回落至不足10億美元。新加坡主要向加拿大出口電器及化工產品。
而加拿大對新加坡的出口額大致上升。1995年，加拿大對新加坡的出口額為約3億美元，其後在2009年升至超過9億美元，至2012年降至約6億美元，至2013年大幅升至超過10億美元。加拿大主要向新加坡出口電器、金屬、運輸用品及儀器等。
2009年，加拿大對新加坡的總投資額為31.4億美元，有超過100家加拿大公司在新加坡設辦事處，並有超過40家新加坡公司在加拿大設辦事處。

## 文化關係
1995年，新加坡與加拿大合作在柬埔寨、老撾和越南推行英語訓練計劃。兩國其後在1998年簽訂《新加坡－加拿大第三國訓練計劃諒解備忘錄》。截至2015年11月，該計劃共推行66項項目，涵蓋英語、財政、食物安全、管治及貿易談判。來自15個國家的1357人參加該計劃。
直至2011年，新加坡的大學與超過20家加拿大高等院校簽訂諒解備忘錄，涵蓋學生交流、研讨会和会议、研究合作等。
截至2015年6月，過千名新加坡學生在加拿大留學。每年有8.3萬加拿大人到訪新加坡。

## 軍事關係
新加坡空軍定期參與在加拿大艾伯塔省冷湖軍事基地舉行的楓葉旗演習。加拿大亦與新加坡在機師培訓、海事安全、不扩散大规模杀伤性武器及反恐怖主義方面有所合作。
2013年6月，加拿大國防部部長彼得·麥凱訪問新加坡，出席香格里拉對話。

## 外部連結
- 加拿大駐新加坡高級專員公署官方網站 （页面存档备份，存于）
- 新加坡駐多倫多名譽總領事館官方網站 （页面存档备份，存于）
- 新加坡駐溫哥華名譽總領事館官方網站 （页面存档备份，存于）